# Isaac Promise
Isaac Promise (Zaria, Estado de Kaduna; 2 de diciembre de 1987-Austin, Texas; 2 de octubre de 2019) fue un futbolista nigeriano que se  desempeñaba como delantero en el Austin Bold FC, de la USL Championship.

## Carrera

### Clubes
Como una joven promesa, jugó en la segunda división nigeriana Grays Internacional. Atrayendo la atención de grandes clubes de fútbol de Europa, Isaac jugó en el Manchester United junto a John Obi Mikel, pero en ese club no encontró éxito. Después de haber sido vinculado con el equipo neerlandés Feyenoord Rótterdam, finalmente firmó por Superliga de Turquía, en el Gençlerbirliği Spor Kulübü, con tres años de contrato en agosto de 2005.
En la temporada 2006-2007 en la Superliga de Turquía marcó un total de 12 goles. Además, dobló su número de goles de su antiguo equipo, el Genclerbirligi. En julio de 2008, Isaac estuvo de acuerdo con firmar un contrato de cuatro años con el Trabzonspor.
Con el Trabzonspor marcó un total de 2 goles en 26 partidos. Debido a su rendimiento, fue cedido al Vestel Manisaspor por un año. Jugó 27 partidos y marcó 6 goles. En 2010, el Manisaspor firmó un contrato con Isaac. Después de haber marcado 11 goles en 30 partidos con el Manisaspor, firmó un nuevo contrato de tres años con el Antalyaspor.
En febrero de 2015 fichó por el  Balıkesirspor.
En agosto de 2018 se confirmó que jugaría para el Austin Bold FC de la USL en su temporada debut.
Isaac murió de un ataque al corazón en la noche del 2 de octubre de 2019 a los 31 años de edad.

## Clubes
| Club               | País           | Año       |
| ------------------ | -------------- | --------- |
| Gençlerbirliği     | Turquía        | 2005-2008 |
| Trabzonspor        | Turquía        | 2008-2009 |
| Manisaspor         | Turquía        | 2009-2012 |
| Antalyaspor        | Turquía        | 2012-2014 |
| Al-Ahli            | Arabia Saudita | 2014-2015 |
| Balıkesirspor      | Turquía        | 2014-2015 |
| Karabükspor        | Turquía        | 2015-2017 |
| Giresunspor        | Turquía        | 2016-2017 |
| Georgia Revolution | Estados Unidos | 2018      |
| Austin Bold        | Estados Unidos | 2019      |

## Selección nacional
Isaac fue nombrado como el capitán de la selección de Nigeria en los Juegos Olímpicos de verano de 2008, llegando hasta la final del torneo jugando contra la Selección de Argentina en el Estadio Nacional.
El 13 de agosto de 2008, en el Estadio Olímpico de Tianjin, en China, marcó el primer gol de Nigeria frente a Estados Unidos en la clasificación para los Juegos. Finalmente Nigeria ganó frente a Estados Unidos 2-1.
Jugó 3 partidos internacionales y anotó 1 gol por dicho seleccionado.